# ながとしやすなり
ながとし やすなり（1966年8月31日 - ）は、日本の漫画家。鳥取県鳥取市出身。

## 来歴
19歳で上京し、ちばてつやのアシスタントになる。30歳でデビューし、釣り漫画の連載を始めるが、連載していた雑誌が休刊し、仕事を失った。
1998年に『ジャングル・ジムジム』で小学館第42回新人コミック大賞児童部門を受賞。同年に『うちゅう人 田中太郎』を『月刊コロコロコミック』と2000年に『別冊コロコロコミック』にて連載開始。当初は読み切り作品の予定だったが、人気が出たため連載が決定した。6年間に渡り連載され、その間、テレビ東京番組『おはスタ』内でのアニメ化や、1999年度の第45回小学館漫画賞も受賞するなど、ながとしの代表作となった。
その後も『ミラクルボール』や『ゴロロ』など、『月刊コロコロコミック』で活動を続けている。

## 作品リスト
- うちゅう人 田中太郎（『月刊コロコロコミック』1998年8月号 - 2004年9月号、『別冊コロコロコミック』2000年6月号 - 2004年8月号、コミックス全14巻）
  - 3年3組田中太郎（『コロコロイチバン!』2022年12月号 - ）
- ミラクルボール（『月刊コロコロコミック』2004年12月号 - 2009年3月号、コミックス全12巻）
- ゴロロ（『月刊コロコロコミック』2010年3月号 - 2012年7月号、コミックス全6巻）
- ゾゾゾ ゾンビーくん（『月刊コロコロコミック』2012年12月号 - 2018年2月号、『別冊コロコロコミック』2013年4月号 - 2018年2月号、コミックス全11巻）
  - ゾゾゾ ゾンビーくんZ（『月刊コロコロコミック』2020年7月号 - 2021年3月号、『別冊コロコロコミック』2020年8月号 - 2021年2月号、コミックス全1巻）
- けだまのゴンじろー[2]（『月刊コロコロコミック』2018年10月号 - 2020年4月号、『別冊コロコロコミック』2019年4月号 - 2020年4月号、コミックス全3巻）
- 桃太郎失格（『別冊コロコロコミック』2023年4月号[3] - ）